# Міллінгтон (Мічиган)
Міллінгтон (англ. Millington) — селище (англ. village) в США, в окрузі Тускола штату Мічиган. Населення — 1028 осіб (2020).

## Географія
Міллінгтон розташований за координатами 43°16′34″ пн. ш. 83°31′35″ зх. д. / 43.27611° пн. ш. 83.52639° зх. д. (43.276075, -83.526393).  За даними Бюро перепису населення США в 2010 році селище мало площу 3,49 км², з яких 3,49 км² — суходіл та 0,00 км² — водойми.

## Демографія
Згідно з переписом 2010 року, у селищі мешкали 1072 особи в 420 домогосподарствах у складі 284 родин. Густота населення становила 307 осіб/км².  Було 464 помешкання (133/км²).
Расовий склад населення:
| - 94,9 % — білих - 1,5 % — чорних або афроамериканців - 0,6 % — корінних американців - 0,6 % — азіатів |

До двох чи більше рас належало 1,6 %. Частка іспаномовних становила 2,5 % від усіх жителів.
За віковим діапазоном населення розподілялося таким чином: 28,5 % — особи молодші 18 років, 56,9 % — особи у віці 18—64 років, 14,6 % — особи у віці 65 років та старші. Медіана віку мешканця становила 32,8 року. На 100 осіб жіночої статі у селищі припадало 89,4 чоловіків;  на 100 жінок у віці від 18 років та старших — 89,1 чоловіків також старших 18 років.
Середній дохід на одне домашнє господарство  становив 41 553 долари США (медіана — 34 722), а середній дохід на одну сім'ю — 50 769 доларів (медіана — 42 159). Медіана доходів становила 39 375 доларів для чоловіків та 33 000 доларів для жінок. За межею бідності перебувало 20,3 % осіб, у тому числі 29,0 % дітей у віці до 18 років та 2,0 % осіб у віці 65 років та старших.
Цивільне працевлаштоване населення становило 361 осіб. Основні галузі зайнятості: освіта, охорона здоров'я та соціальна допомога — 20,5 %, роздрібна торгівля — 17,5 %, виробництво — 15,8 %, мистецтво, розваги та відпочинок — 15,0 %.